# Видеман, Лидия
Лидия Видеман, в замужестве Лехтонен (фин. Lydia Wideman; 17 мая 1920, Вилппула — 13 апреля 2019) — финская лыжница, первая в истории олимпийская чемпионка в лыжных гонках. На 2013 год считалась самой пожилой из живущих олимпийских чемпионов Финляндии.

## Карьера
На Олимпийских играх 1952 года в Осло впервые в истории были разыграны олимпийские медали в соревнованиях лыжниц, среди которых была проведена гонка на 10 км. Видеман считалась на тот момент сильнейшей лыжницей в мире, в 1952 году она стартовала в 13 гонках и во всех из них победила, но самой важной её победой стала победа на Олимпиаде, на которой она стала первой в истории олимпийской чемпионкой в лыжных гонках. С самого начала гонки Видеман захватила лидерство, выигрывая у ближайших соперниц к середине дистанции ровно минуту, она сохранила лидерство до конца гонки, выиграв на финише 59 секунд у занявшей второе место своей подруги по команде Мирьи Хиетамиес.
На чемпионатах Финляндии побеждала 1 раз, в 1952 году в гонке на 10 км.
Примечательно, что Лидия Видеман имела сестру-близняшку Тюуне, которая считалась более сильной лыжницей, чем Лидия, она неизменно побеждала на чемпионатах Финляндии и немногих в то время международных гонках, но Тюуне закончила свою карьеру за год до Олимпиады 1952 года, тем самым уступив дорогу Лидии к исторической победе.
Победив в олимпийской гонке, Лидия Видеман завершила спортивную карьеру.
После смерти Шандора Тарича в мае 2016 года Видеман на протяжении почти трёх лет до своей смерти являлась старейшей живущей олимпийской чемпионкой (среди женщин и мужчин). Входит в топ-20 олимпийских чемпионов, проживших самую долгую жизнь. После смерти Видеман старейшим олимпийским чемпионом стала Агнеш Келети.